# Hans-Martin Sixt
Hans-Martin Sixt (* 10. Mai 1937 in Stuttgart) ist ein deutscher Theologe und Politiker (SPD) aus Bremen und  war Mitglied der Bremischen Bürgerschaft.

## Biografie

### Ausbildung und Beruf
Sixt war als Pastor in Bremen tätig.  

### Politik
Sixt ist Mitglied der SPD. Er war im Bremer SPD-Ortsverein Altstadt (OVA) aktiv. 
Er war von 1971 bis 1987 für die SPD 16 Jahre lang Mitglied der Bremischen Bürgerschaft und in verschiedenen Deputationen und Ausschüssen der Bürgerschaft tätig. Von 1983 bis 1987 war er Schriftführer in der Bürgerschaft.

### Bürgerinitiative gegen dieMozarttrasse
Sixt wirkte als Mitglied des SPD-Ortsvereins Altstadt in der Bürgerinitiative gegen die Mozarttrasse mit. Die Mozarttrasse sollte nach den Plänen des Bremer Senats als Umgehungsstraße das Viertel durchschneiden. Der Kampf gegen die Mozarttrasse dauerte mehrere Jahre und die Trasse konnte verhindert werden. Stattdessen wurde mit Hilfe der Städtebauförderung eine gründliche Stadtsanierung im Ortsteil Ostertor in den 1970er bis 1990er Jahren durchgeführt.  

### Ehrungen
2009 erhielt der Arbeitskreis Ostertorsanierung die Bremer Auszeichnung für Baukultur durch den Bremer Bausenator und das Bremer Zentrum für Baukultur (BZB). Zu den Ausgezeichneten gehörten auch die Mitglieder des Arbeitskreises: Dieter Decker, Olaf Dinné, Hanna Ehmcke, Hans-Jürgen Kahrs, Ursel Kerstein, Thomas Kerstein, Wolfgang Linder, Uwe Martin, Karsten Schwerdtfeger, Gert Settje, Ulrike Schellpeper und Herbert Wulfekuhl. Der frühere Bürgermeister Hans Koschnick nahm u. a. die Laudatio vor.